# أماندا فيرغسون
أماندا فيرغسون (بالإنجليزية: Amanda Ferguson)‏ هي مبارزة بالسيف بريطانية، ولدت في 19 فبراير 1967 في Droylsden ‏ في المملكة المتحدة.

## وصلات خارجية
- أماندا فيرغسون على موقع أوليمبيديا (الإنجليزية)